# Eloge Yao
Eloge Koffi Yao Guy (ur. 20 stycznia 1996 w Akroukro) – iworyjski piłkarz występujący na pozycji obrońcy w szwajcarskim klubie FC Lugano. W swojej karierze grał także w Crotone.